# Colmschate
Colmschate is een stadsdeel in het oosten van de stad Deventer, provincie Overijssel met ongeveer 16.000 inwoners. Tot 1974 was het een zelfstandig dorp; tussen 1811 en 1974 lag het in de gemeente Diepenveen. 

## Geschiedenis

### Germanen
In Colmschate zijn bij archeologisch onderzoek de resten van een Germaanse nederzetting uit de Romeinse tijd gevonden. Er zijn voor Nederland zeldzame Romeinse munten gevonden van Carausius en Allectus, een versierde bronzen beslagstuk van een gesp en een bronzen beslagstuk van een paardentuig. Deze vondsten doen vermoeden dat een of meer mannen die hier aan het einde van de derde eeuw woonden teruggekeerd waren uit het Romeins leger waarin ze jarenlang gediend hadden als beroepssoldaat. Een in Colmschate gevonden messing beeldje van de godin Victoria heeft als bouwoffer gediend.

### Schoutambt
In een document uit de 14e eeuw wordt voor het eerst de naam Kolmenschate (Colmschate) vermeld. Er is in 1368 sprake van Willem Douvelt die daar schout is. Het schoutambt Kolmenschate was een veel groter gebied dan wat nu nog als Colmschate bekendstaat. Het werd begrensd door de IJssel, de buurtschap Epse, de kerspelen Bathmen en Holten en de schoutambten Raalte en Olst.
In de 16e eeuw, tijdens de Tachtigjarige Oorlog, kreeg koning Filips II op een gegeven moment financiële problemen. Om zijn troepen te kunnen betalen liet Filips stukken grond verkopen of verhuren. In 1576 gaf hij het schoutambt "in pandschap ende beleeninge" aan de stad Deventer. Het werd namens hen bestuurd door schout Henrick Jacobsen.

### Gemeente
In het jaar 1811 verloor Deventer de zeggenschap over het schoutambt. Bij decreet van keizer Napoleon werd het schoutambt Colmschate een zelfstandige gemeente: la mairie de Diepenveen. Waarschijnlijk kreeg de nieuwe gemeente de naam van Diepenveen omdat in die buurtschap de enige kerk van het schoutambt stond. De eerste burgemeester van de nieuwe gemeente was Daniël Gerhard Hendrik Smijter. Tot 1974 maakte Colmschate deel uit van de gemeente Diepenveen. Daarna kwam Colmschate, als gevolg van een gemeentelijke grenswijziging, weer onder Deventers bestuur.

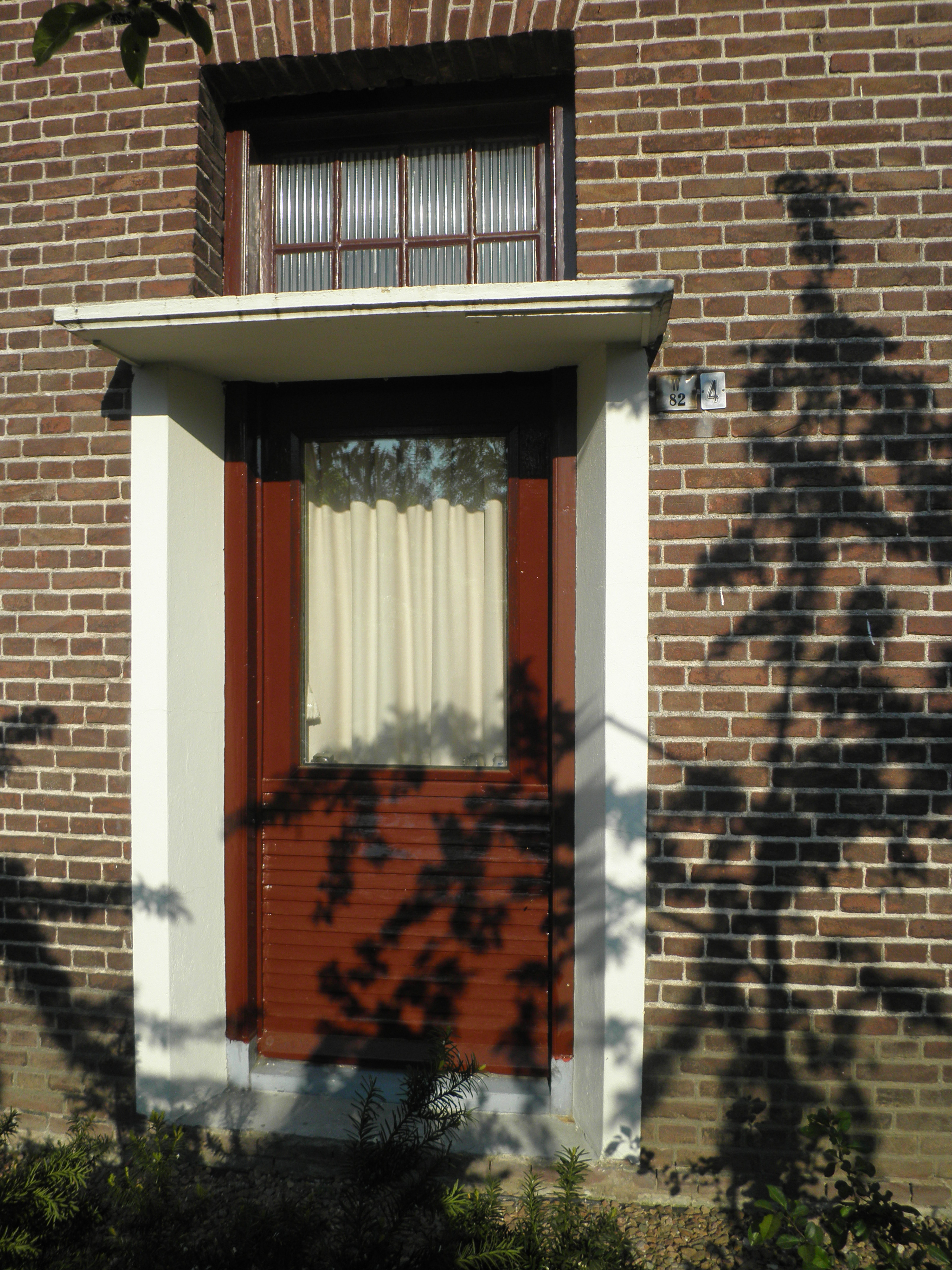
voordeur met oud en nieuw huisnummers

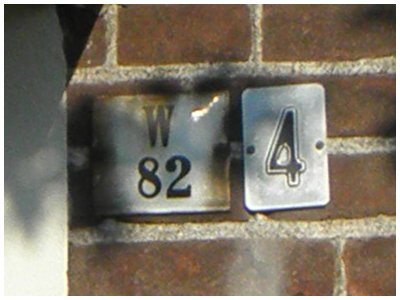
oud en nieuw huisnummer in detail

## Weteringen
In het schoutambt lagen zes marken: de Gooier Marke, de Marke van Oxe, de Marke Borgel, de Marke van Tjoene, de Marke Rande en de Marke Averlo. Zo'n marke was weer onder te verdelen in een aantal buurtschappen. De Gooier Marke was verdeeld in acht buurtschappen: Wechele, Riele, Weteringen, Essen, Ortele, Okkenbroek, Lettele en Linde. Het dorp Colmschate is te vinden in de buurtschap Weteringen. Deze buurtschap bestond ook weer uit twee delen: Hoge Weteringen en Lage Weteringen. Tot begin jaren zestig werden de huisnummers ten noorden van de weg naar Holten (Holterweg) voorafgegaan met een "W". Dit was het gebied Hoge Weteringen. Ten zuiden van deze weg stond er een "C" (van Colmschate) voor het huisnummer. Dit gebied was Lage Weteringen.

## Dorp Colmschate
Het dorp ligt aan een doorgaande route, het gevolg hiervan was dat allerlei bedrijfjes en bedrijven zich hier vestigden. Naast de boerenbedrijven kwamen er in Colmschate onder andere een vleesfabriek van Linthorst, een klompenfabriek, een melk- of "botterfabriek", verscheidene bakkerijen, een kapper en een schoenmaker.

### Topografie
Bij het dorp Colmschate behoren of behoorden de buurtschappen Vijfhoek, De Bannink, Oxe en Snippeling. Colmschate wordt aan de westkant begrensd door de spoorlijn Deventer - Zutphen en het Overijssels Kanaal. Aan de noordkant lopen de Oerdijk en de Cröddendijk, die de grens vormen met de Lettelese buurtschap Linde. Het oostelijke gedeelte wordt gevormd door de buurtschap De Bannink, dat een landgoed kent, en grenst aan Oude Molen en Bathmen. In het zuiden ligt de buurtschap Oxe.
Het dorp Colmschate ligt centraal ten opzichte van de woonwijken die sinds 1970 gebouwd zijn, iets ten oosten van het station en winkelcentrum, zowel ten noorden als ten zuiden van de spoorlijn naar Almelo en de Holterweg.
Voor de bewegwijzering en de posterijen draagt alleen het centraal gelegen dorp de naam Colmschate, waardoor het bijvoorbeeld op de Holterweg/N344 mogelijk is Deventer uit te rijden en Colmschate in te rijden, nog geen kilometer verder Colmschate uit te rijden en Deventer weer in te rijden, en ten slotte even verderop de stadsgrenzen van Deventer te passeren en het buitengebied De Bannink in te rijden, dat valt onder het dorpsgebied van Colmschate.

### Nieuwbouwwijken
Onderstaande uitbreidingen zijn bij de posterijen en op de bewegwijzering alleen bekend als 'Deventer'. Van elke wijk volgt een opsomming van buurten die er deel van uitmaken.

#### Colmschate-Zuid
- Colmschater Enk
- 't Bramelt
- Roessink
- Essenerveld
- Swormink
- Handelspark de Weteringen
- Winkelcentrum Colmschate

#### Colmschate-Noord
- Het Oostrik
- Blauwenoord
- Groot Douwel
- Klein Douwel
- Brunsvelt & Vlinderpark

#### De Vijfhoek
- Op den Haar
- Steinvoorde
- Jeurlink
- Graveland
- 't Fetlaer
- Spikvoorde
- De Vijfde Hoek

## Vervoer

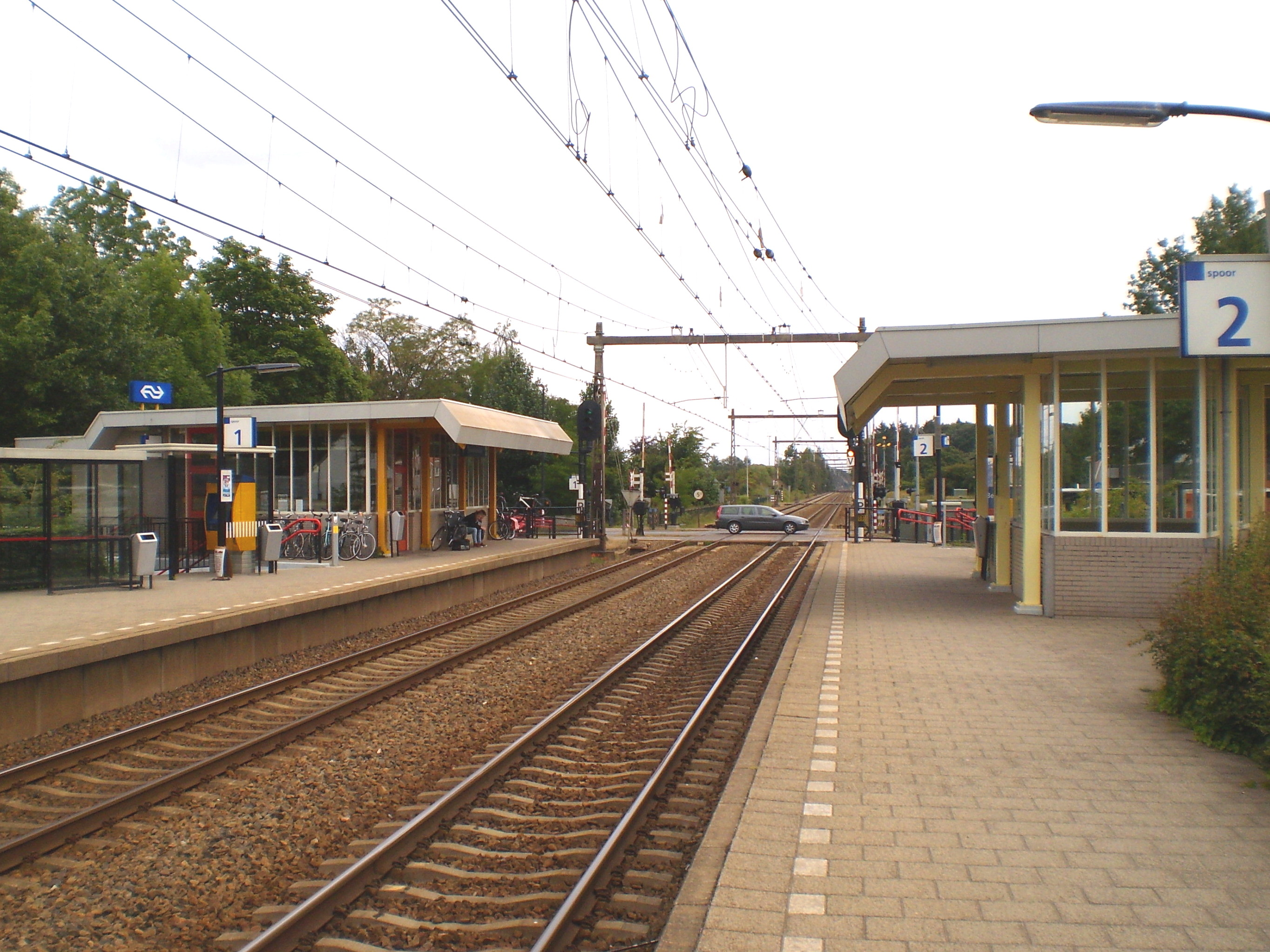
Station Deventer Colmschate met de spoorwegovergang (2009)

De A1 loopt langs Colmschate terwijl de Holterweg (N344) er dwars doorheen gaat. Het Overijssels Kanaal werd vanuit Colmschate benut voor vervoer per schip. Dit kanaal is sinds 1988 buiten gebruik.
Sinds 1989 is er een station Deventer Colmschate aan de spoorlijn tussen Deventer en Almelo. Direct naast dit station lag in de druk bereden Oostriklaan een overweg, deze is in 2019 vervangen door een tunnel. Tegelijkertijd werd de nabijgelegen overweg in de Stationsweg in het dorp Colmschate gesloten.
Buslijn 1 bedient de in Colmschate gelegen wijken Blauwenoord en Groot Douwel. Buslijn 5 doet De Vijfhoek sinds eind 2020 viermaal per uur aan. Colmschate-Zuid wordt bediend door lijn 6. Streeklijn 160 gaat via De Scheg naar Bathmen en scholierenlijn 660 gaat via De Scheg en Bathmen naar Holten.

## Trekpleisters
Stadsdeelwinkelcentrum 'Winkelcentrum Colmschate' aan de Flora kent twee supermarkten, een veertigtal andere winkels en een filiaal van de openbare bibliotheek. In Colmschate-Noord bevindt zich buurtwinkelcentrum De Zwaluwenburg, in De Vijfhoek winkelcentrum Andriessenplein.
Bij station Colmschate ligt sportcentrum De Scheg, met zwembad en schaatsbaan. In het Gooikerspark bevindt zich milieucentrum De Ulebelt met kinderboerderij en natuurspeelplaats.
In Vinexwijk De Vijfhoek zijn bij het ontwerpen van de wijk oude, met eiken omzoomde landelijke weggetjes bewaard gebleven. Het zijn nu fietspaden, waarop ook gewandeld en geskeelerd wordt; voor deze sport zijn routes uitgezet.

## Naam
De herkomst van de naam Colmschate is onzeker; het kan gaan om Colm-schate, waarbij "schate" duidt op een beboste hoek in het zandgebied, of om Colms-cate, waarbij "cate" op de bewoning door keuterboeren of eventueel kolenbranders (colman) duidt. De afleiding uit "Kollenschoat" (schuur) kan naar het rijk der fabelen worden verwezen.
Van Berkel en Samplonius geven in hun etymologisch woordenboek Nederlandse Plaatsnamen (3e druk, 2006, uitgeverij Het Spectrum) als verklaring: bij de cate (keuterboerderij) van een persoon genaamd Colmo.

## Geboren
- Reinerus Wilhelmus Josephus Antonius Franciscus van Middachten, (1755-1840), politicus
- Johannes Hendrik Carpentier Alting (1864-1929), jurist
- Thomas Krol (1992), schaatser

## Overleden
- Rixt, (pseudoniem van Hendrika Akke van Dorssen) (1887-1979), dichteres
- Jacobus Craandijk (1896-1989), schrijver